# Władimir Baskow
Władimir Siergiejewicz Baskow (ros. Владимир Сергеевич Басков, ur. 26 sierpnia?/8 września 1913 w Peczendze, zm. 3 kwietnia 1989 w Pietrozawodsku) – radziecki lotnik wojskowy, major, Bohater Związku Radzieckiego (1948).

## Życiorys
Dzieciństwo spędził w Aleksandrowsku (obecnie Polarnyj) i Powieńcu, od 1920 mieszkał w Pietrozawodsku, gdzie do 1927 uczył się w szkole powszechnej, a do 1930 w technikum pedagogicznym. Od 1931 pracował jako tokarz w Leningradzie, gdzie w 1933 ukończył szkołę pilotów. Od października 1933 służył w Armii Czerwonej, w grudniu 1934 ukończył wojskową szkołę lotników w Odessie, po czym 1935-1939 był instruktorem wojskowej szkoły lotników w Woroszyłowgradzie (obecnie Ługańsk). Od czerwca 1939 do października 1940 był pilotem doświadczalnym Naukowo-Badawczego Instytutu Wojskowych Sił Powietrznych, w listopadzie 1940 został zastępcą dowódcy eskadry w Orłowskim Okręgu Wojskowym. Od czerwca 1941 uczestniczył w wojnie z Niemcami jako zastępca dowódcy eskadry 170 lotniczego pułku myśliwskiego na Froncie Zachodnim i Południowym, 9 października 1941 został ciężko ranny w nogę i odesłany do szpitala w Budionnowsku. Od marca 1942 do marca 1943 dowodził eskadrą 19 zapasowego pułku lotniczego w Nowosybirsku, potem eskadrą 518 myśliwskiego pułku lotniczego na Froncie Zachodnim, latem 1943 brał udział w operacji orłowskiej, w sierpniu 1943 podczas lądowania odniósł obrażenia i trafił do szpitala. Po wyleczeniu był dowódcą eskadry 518 myśliwskiego pułku lotniczego w Kuźniecku, a od marca do czerwca 1944 8 zapasowego pułku lotniczego w obwodzie saratowskim, następnie wrócił na front jako dowódca eskadry 291 myśliwskiego pułku lotniczego. Walczył na 3 (od czerwca do września 1944) i 1 Froncie Białoruskim (od listopada 1944 do maja 1945), uczestniczył w operacji witebsko-orszańskiej, mińskiej, wileńskiej, kowieńskiej, warszawsko-poznańskiej, pomorskiej i berlińskiej. Podczas walk był pięciokrotnie ranny, w końcu kwietnia 1945 stracił prawe oko. Wykonał 293 loty bojowe i stoczył 58 walk powietrznych, w których strącił osobiście 14 i w grupie 2 samoloty wroga. W sierpniu 1945 został zwolniony do rezerwy w stopniu majora, 1948-1952 był naczelnikiem aeroportu w Pietrozawodsku, 1952-1959 zastępcą dowódcą oddziału lotniczego ds. służby naziemnej w Pietrozawodsku, 1963-1979 ponownie był naczelnikiem aeroportu w Pietrozawodsku.

## Odznaczenia
- Złota Gwiazda Bohatera Związku Radzieckiego (23 lutego 1948)
- Order Lenina (23 lutego 1948)
- Order Czerwonego Sztandaru (trzykrotnie, 8 sierpnia 1944, 5 maja 1945 i 4 czerwca 1945)
- Order Wojny Ojczyźnianej I klasy (11 marca 1985)
- Order Wojny Ojczyźnianej II klasy (18 stycznia 1945)
- Order „Znak Honoru” (7 stycznia 1953)
- Medal „Za zasługi bojowe” (3 listopada 1944)
- Medal jubileuszowy „W upamiętnieniu 100-lecia urodzin Władimira Iljicza Lenina”
- Medal „Za zwycięstwo nad Niemcami w Wielkiej Wojnie Ojczyźnianej 1941–1945”
- Medal „Za wyzwolenie Warszawy”
- Medal „Za zdobycie Berlina”
- Medal jubileuszowy „Dwudziestolecia zwycięstwa w Wielkiej Wojnie Ojczyźnianej 1941–1945”
- Medal jubileuszowy „Trzydziestolecia zwycięstwa w Wielkiej Wojnie Ojczyźnianej 1941–1945”
- Medal jubileuszowy „Czterdziestolecia zwycięstwa w Wielkiej Wojnie Ojczyźnianej 1941–1945”
- Medal jubileuszowy „30 lat Armii Radzieckiej i Floty”
- Medal jubileuszowy „50 lat Sił Zbrojnych ZSRR”
- Medal jubileuszowy „60 lat Sił Zbrojnych ZSRR”
- Medal jubileuszowy „70 lat Sił Zbrojnych ZSRR”